# Strong Bad's Cool Game for Attractive People
Strong Bad's Cool Game for Attractive People is een episodisch point-and-click avonturenspel van Telltale Games gebaseerd op de webcartoon Homestar Runner. Het spel bestaat uit vijf episodes dewelke uitkwamen tussen augustus en december 2008. Het spel kwam oorspronkelijk uit voor Wii en Microsoft Windows. In 2010 werd het spel geporteerd naar PlayStation 3. Het spel is ook beschikbaar op Mac OS X.

## Spelbesturing
De speler bestuurt het personage Strong Bad. Strong Bad dient, zoals in zowat elk avonturenspel, conversaties aan te gaan met andere personages. Daarnaast dient er een inventaris aangemaakt te worden met objecten die her en der te vinden zijn om zo diverse puzzels op te lossen. Elke episode heeft een bepaald hoofddoel, maar daarnaast ook nog enkele minigames zoals een bokswedstrijd, een comic over "Bad Strong's Teenage Girls", het maken van een stratenplan, het zoeken naar trofeeën en verborgen objecten met behulp van een schop en metaaldetector en het maken van een soort van screenshot die per mail kan worden verstuurd.

## Episodes

### Homestar Ruiner
Strong Bad ontvangt een e-mail van een fan met de vraag: "Als je Homestar Runner toch haat, waarom ruïneer je hem niet zodat het snot uit zijn neus loopt?". Strong Bad ontdekt dat Homestar Runner zich heeft ingeschreven voor een atletiekwedstrijd. Strong Bad wil ook deelnemen om zo Homestar Runner te verslaan, maar de inschrijvingen zijn definitief afgelopen. Ook ontdekt Strong Bad dat Marzipan, de vriendin van Homestar Runner, een tuinfeest geeft ter ere van de overwinning van Homestar Runner, ondanks de wedstrijd nog moet komen. Strong Bad is gefrustreerd omdat hijzelf niet is uitgenodigd op dat feest. Strong Bad steelt uit Marzipan's tuin een masker uit papier-maché in de vorm van het hoofd van Homestar Runner. Daarop zet hij de andere attributen voor het tuinfeest in brand. Marzipan denkt dat Homestar Runner de dader is omdat ze zijn hoofd achter het tuinhek ziet (wat in realiteit het masker is). Marzipan is woedend en verbreekt haar relatie met Homestar Runner. Vervolgens steelt Strong Bad de kleren van Homestar Runner in de sportkantine. Wanneer Homestar Runner naakt naar huis loopt, wordt hij opgemerkt door King of Town. Deze laatste is razend en noteert het incident op Homestar Runner's strafblad. Door deze twee incidenten is Homestar Runner depressief wat ook het doel was van Strong Bad. Echter, Homestar Runner kan nergens meer terecht en beslist om bij Strong Bad in te wonen. Uiteraard wil Strong Bad dit niet en wil hij zijn acties ongedaan maken. Daarom steelt hij het strafblad van Homestar Runner, bezorgt Marzipan chocolade en wint hij - verkleed als Homestar Runner - de atletiekwedstrijd. Hierdoor vergeeft iedereen Homestar Runner's misstappen en beslist de gemeenschap om een feestje te geven in Strong Bad zijn huis. Strong Bad wil dit niet en saboteert het feest zodat iedereen tijdens de congadans door het raam naar buiten valt. Nadat Homestar Runner valt, zegt hij dat het snot uit zijn neus loopt. Strong Bad gaat naar zijn computer en antwoordt zijn fan dat het doel is bereikt.

### Strong Badia the Free
King of Town heeft een absurde belasting ingevoerd: voor elke verstuurde en aangekomen e-mail moet men King of Town een snoepreep geven. Strong Bad was hiervan niet op de hoogte en kan King of Town de verschuldigde snoeprepen niet geven. Daarom wordt hij onder huisarrest gezet en krijgt hij een "explosieve nekband" (een persiflage op de enkelband). Dit incident leidt ertoe dat de bevolking in opstand komt tegen het politieke regime. Strong Bad verklaart daarop dat hij op zijn braakland een eigen natie "Strong Badia" opricht. Hij geeft een speech aan de bevolking en raadt hen aan om met hem te verenigen. Echter, iedereen richt nu op hun landgoed zijn eigen natie op. Strong Bad wil nog altijd wraak nemen op King of Town en wil zijn kasteel inpikken. De andere landen laten hem niet door, tenzij Strong Bad de leiders kan overtuigen om te annexeren met Strong Badia. Na annexatie van voldoende landen richten de inwoners een leger op om het kasteel van King of Town aan te vallen. Dit lukt waardoor King of Town wordt verbannen en Strong Bad de nieuwe koning wordt. Na tien dagen zijn er nog slechts 3 naties verbonden aan Strong Badia. Alle andere hebben zich gekeerd en worden terug autonoom bestuurd. Ook blijkt dat King of Town zijn intrek heeft genomen in het voormalige huis van Strong Bad, wat nog tot Strong Badia behoort. Strong Bad verveelt zich als koning, maar legeroverste Homestar Runner en bodyguard Strong Mad willen hem niet laten aftreden. Dan ontdekt Strong Bad dat King of Town via een list de ganse revolutie heeft opgezet omdat hij zelf geen koning meer wou zijn. Strong Bad stuurt daarop een mail naar King of Town met melding over een nieuwe absurde eetbelasting. King of Town vindt dit niet kunnen en verklaart de oorlog. Samen met de leiders van de andere landen strijdt King of Town tegen Strong Badia. King of Town wint en beslist om zijn ridicule mailbelasting in te trekken. Daarop heffen alle leiders hun natie op en komen ze terug onder het voormalige regime van King of Town.

### Baddest of the Bands
De spelconsole van Strong Bad is defect. Omdat hij geen afstand wil doen van het apparaat, brengt hij het bij Bubs binnen voor reparatie. Bubs vraagt voor de herstelling "een volle zak met geld". Strong Bad beschikt niet over dit budget en gaat op zoek naar een oplossing. Hij vindt een pamflet van de rockband Limozeen die een wedstrijd organiseert: de taak is om een affiche te maken. Degene met de meest originele affiche wint Limozeen om te jureren op een muziekwedstrijd met lokale groepen. Strong Bad wint en komt met Bubs tot een overeenkomst: Strong Bad dient drie muziekgroepen te vinden en veiligheidspersoneel, Bubs zorgt voor de logistieke ondersteuning. Strong Bad vindt uiteindelijk drie muziekgroepen: Two-O-Duo, Cool Tapes  en Pomstar. Strong Sad staat in voor de security. Om deel te nemen, moeten de groepen inschrijvingsgeld betalen wat Strong Bad wil gebruiken voor de reparatie. Echter eist Bubs de helft van het geld op. Daardoor heeft Strong Bad niet genoeg geld om de console te laten herstellen. De enige optie is om zelf deel te nemen met zijn muziekgroep DOI dewelke hij in laatste instantie opricht tezamen met King of Town. Indien DOI wint, krijgt Strong Bad het prijzengeld. Echter vindt Limozeen DOI barslecht. Daarom saboteert Strong Bad de optredens van de andere groepen.

### Dangeresque 3: The Criminal Projective
Strong Bad heeft met zijn vrienden de lowbudgetfilm "Dangeresque 3: The Criminal Projective" gemaakt. Hij nodigt nu iedereen uit in zijn kelder voor de première. Zodra de film start, bestuurt de speler het personage Dangeresque (Strong Bad). Dangeresque is hoofd van een detectivebureau waar Dangeresque 2 (Homestar Runner) en Renaldo (Coach Z) ook werken. Plots stormt Cutesy Buttons (Marzipane) het kantoor binnen met de melding dat een uiterst geheime formule, die het regenwoud kan redden, in de jungle van Strong Borneo werd gestolen. Dangeresque vindt de formule en gaat naar professor Experimento (Pom Pom) om het mengsel te maken. De professor heeft hiervoor nog enkele ingrediënten nodig die Dangeresque dient te vinden. Dangeresque gaat met de vloeistof terug naar zijn kantoor en verneemt daar dat Cutesy Buttons werd ontvoerd. Dangeresque gaat eerst raad vragen aan Darin Diamonicle (Bubs) in de gevangenis. Hij verwijst Dangeresque door naar diens vader Dads-geresque en Perducci (King of Town). Perducci heeft een blauwdruk die Dangeresque via een kaartspel in bezit krijgt. Daarna reist hij naar Italië om zijn vader te ontmoeten. Dads-geresque wil enkel helpen als Dangeresque een nooit opgeloste ontvoeringszaak kan oplossen. In de catacomben vindt Dangeresque de ontvoerde dame (The Poopsmith) nadat hij het monster (Strong Sad) heeft uitgeschakeld. Zij verklaart dat ze werd ontvoerd door Uzi Bazooka (Homestar Runner). Dangeresque spoort Uzi Bazooka op en bevrijdt Cutesy Buttons. Tijdens hun vlucht geraken ze gesplitst. Dangeresque rijdt weg met een auto, maar wordt gevolgd door een handlanger van Uzi (Strong Mad). Dangeresque kan ontsnappen dankzij Cutesy Buttons die met een helikopter komt aangevlogen. Ze gaan naar Cutesy Buttons' huis om de vloeistof uit te testen, wat een succes is. Ondertussen blijkt Renaldo ontvoerd te zijn door Uzi Bazooka en wordt hij gevangengehouden op de zon. Dangeresque wil met een raket van professor Experimento naar de zon reizen, maar de diskette met opstartcodes alsook een edelsteen, die als starter dient, werden gestolen. Cutesy Buttons had tijdens de ontsnapping de diskette al afgenomen van haar ontvoerder, maar ze heeft deze doorgegeven aan Perducci. Perducci heeft zich een andere identiteit aangenomen, maar Dangeresque kan hem ontmaskeren. Daarop geeft Perducci de diskette vrijwillig af. De edelsteen werd gestolen door Sultry Buttons (Marzipane). Zij wil deze enkel teruggeven wanneer Dangeresque haar een uitgestorven "Stickenee"-bloem persoonlijk afgeeft in Parijs. Nadat Dangeresque terug in bezit is van de diskette en de edelsteen vertrekt hij met een raket naar de zon. Daar blijkt dat de echte Dangeresque 2 voor start van het verhaal al werd ontvoerd door Uzi Bazooka. Uzi Bazooka is een robot die als twee druppels water lijkt op Dangeresque 2. Ten slotte blijkt ook dat niet Uzi Bazooka achter de hele operatie zit, maar wel Craig (The Cheat). Nadat Craig werd uitgeschakeld, staat de zonbasis op ontploffen en dienen Dangeresque en Dangeresque 2 te ontsnappen. Daarop start de aftiteling en keert het verhaal terug naar de kelder. Strong Bad vraagt naar de reactie van zijn vrienden, maar deze zijn allemaal teleurgesteld: de verhaallijn werd aangepast, dialogen werden ingekort, de film is in een andere stijl dan beloofd, scènes werden verwijderd...

### 8-Bit Is Enough
Nadat Strong Bad springt op zijn arcadekast krijgt deze laatste plots armen, poten en vleugels.  De draak Trogdor, het hoofdpersonage van het spel dat in de arcadekast is geïnstalleerd, is tot leven gekomen en is naar buiten gevlucht. De draak legt in een mum van tijd Strong Badia in vuur en vlam. Strong Bad neemt contact op met de leverancier van de arcadekast. Volgens hen is het moederbord defect en dient dit vervangen te worden. De vervanging blijkt niet het gewenste effect te hebben: de meeste inwoners van Free Country USA worden ingenomen door een computerspelpersonage. Marzipan denkt dat ze Donkey Kong is, Homestar Runner is een speelbaar personage geworden in een atletiekspel, King of Town is de koning der schorpioenen geworden in een avonturenspel. In datzelfde avonturenspel denkt Strong Sad dat hij een prinses is met magische krachten. Strong Bad's huis is ingenomen door geesten. Strong Bad dient diverse computerspelpersonages te overtuigen om met hem mee te werken om Trogdor te verslaan en zo de balans tussen beide werelden recht te zetten.